# François Mignard
François Mignard (1949) é um astrônomo francês.
É diretor do Centre de recherches en géodynamique et astrométrie do Observatório Côte d'Azur.
Especialista em astrometria espacial e dinâmica do Sistema Solar, Mignard participa de missões, tais como a Hipparcos e a Missão Espacial Gaia, ambas da ESA. O asteroide 12898 Mignard foi batizado em sua homenagem.